# Хляки
Хля́ки, ґляґи, фляки (флячки), рубці — страва з рубців, що є традиційною в українській, білоруській, польській, єврейській кухнях. В Україні страва поширена в західних областях.

## Походження
Назва страви пов'язана зі словом хляки («найбільша частина шлунка жуйних тварин», «рубець»), що походить з нім. Fleck («клапоть», «шматок»), можливо, через посередництво пол. flaki («тельбухи»).
Найпевніше, є однією зі старовинних страв українців, відомих з XII ст.[джерело?] У Середньовіччі була доволі поширеною на Правобережжі, Західній Україні. Хляки були одними зі страв запорозьких козаків. З кінця XVIII ст. з'являється на Лівобережній Україні. Уже у XIX ст. хляки є однією з традиційних та улюблених страв українців Полтавщини.
Схожа страва фляки існує і в польській кухні, проте на відміну від української вона є лише першою стравою. В українській кухні хляки можуть бути як першою, так і другою стравою.

## У різних кухнях
Хляки саме як суп відомий у багатьох кухнях. Лише в Україні вони є першою або другою стравою.
- в Албанії — паче (алб. paçe)
- у Болгарії та Македонії — шкембе чорба (болг. і мак. шкембе-чорба)
- у Боснії та Герцеговині — шкембич (босн. škembić < тур. işkembe)
- у Греції — патсас (грец. πατσάς), а також скебес (грец. σκεμπές < тур. işkembe)
- в Італії — трипа (італ. trippa). В Італії також є схожа з хляками як другою стравою, зветься лампредотто.
- у Німеччині — флекзуппе, куттельзуппе, зауре куттельн, зауре флеке (нім. Flecksuppe, Kuttelsuppe, Saure Kutteln, Saure Flecke).
- у Польщі — фляки, флячки (пол. flaki, flaczki)
- у Румунії — чорба-бурта (рум. ciorbă de burtă)
- у Сербії — шкембич (серб. шкембић/škembić < тур. işkembe)
- у Словаччині — држкова полєвка (словац. držková polievka)
- у Туреччині — ішкембе (тур. işkembe)
- в Угорщині — пакаллевеш, пакал (угор. pacalleves, pacal)
- у Франції — рубці по-канському[fr] (фр. tripes à la mode de Caen)
- у Хорватії — филеки, трипиці, вампи (хорв. fileki, tripice, vampi)
- у Чехії — дршткова полевка (чеськ. drštková polévka)

## Рецепт

### Український
Перша страва. Варилася юшка з птиці (або пісна з коріннями), куди додавалися вже готові хляки. Окрім них, начинням для такої юшки могли бути кишки, начинені різними кашами, по́трухами (печінка, шлунок, серце), галушками. Галушки з хляками додавали в юшки на Полтавщині.
Друга страва. Зазвичай використовують воловий шлунок. Ретельно вимиті, вичищені й дрібно посічені шлунки тривалий час варяться зі спеціями (перцем, мускатним та духмяним горіхом, лавровим листом), потім їх заправляють відвареним пшоном або ж підбивають борошном. Готові хляки добре перчать і затирають часником. Їдять гарячими.

### Польський
Рубець (700 г) нарізати смужками. Рубець сполоснути, скласти у невеликий контейнер і залити молоком (500 мл). Залишити на мінімум 12 годин в холодильнику. Після цього рубець відцідити, гарненько промити, змиваючи молоко. Довести до кипіння велику кількість води і опустити різаний рубець. Варити в киплячій воді 2-3 хвилини, відцідити. Добре промити і рубець і каструлю. І знову довести до кипіння велику кількість води. Знову варити 2–3 хвилини після закипання. Відцідити.

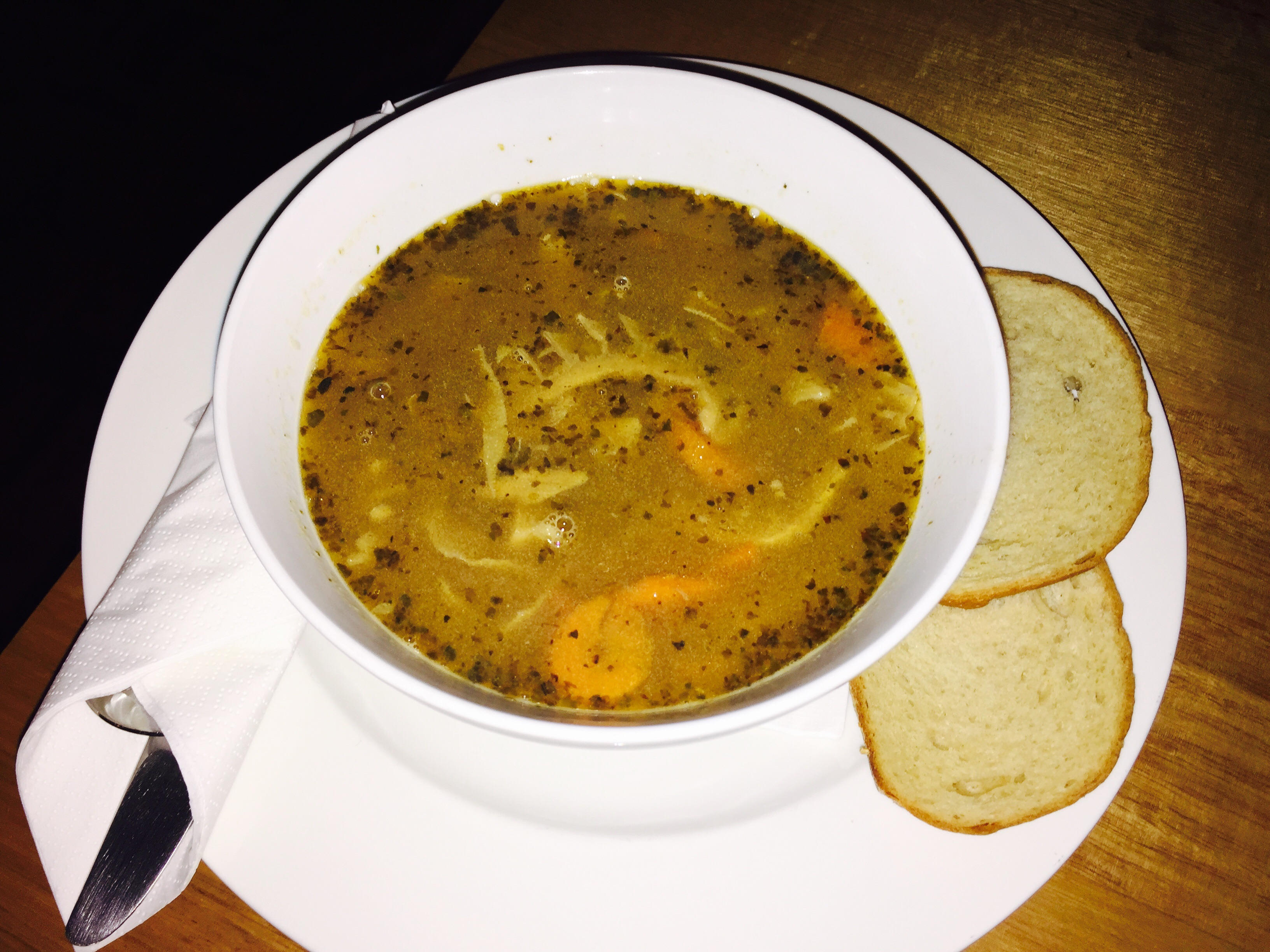
Польські фляки

На середньому вогні довести до кипіння курячий бульйон (3 л до того приготовленого). Рубець ще раз гарненько промити під проточною водою і перекласти в каструлю з бульйоном. Зменшити вогонь до мінімуму і варити 2–3 години, не щільно прикривши кришкою. Точний час залежить від віку тварини. Рубець повинен бути м'яким, легко проколюватися виделкою.
В окремій посудині розігріти олію. Додати цибулю, ріпчасту і порей, моркву і петрушку. Томити, помішуючи, 12–15 хвилин, до повної м'якості. Зняти з вогню. Коли рубець практично готовий, додати до бульйону овочі, майоран, базилік, мускатний горіх, перець і солі.
Довести до кипіння, зменшити вогонь до мінімуму і варити ще 5 хвилин. Зняти з вогню, накрити щільно кришкою і залишити ще на 5–10 хвилин «настоятися». Подавати суп фляки в гарячому вигляді зі свіжим темним хлібом.

### Інші кухні
Зазвичай у балканських країнах рубець вариться цілком, а вже готовий шаткується. При готовності додається суміш з оцту, паприки та часнику. Також може додаватися перед готовність[що?] молоко.[джерело?] У Греції використовують телячі шлунки, окрім винного оцту та гірчиці (як в Німеччині) додають соус авголемоно (основою є яйце і лимонний сік). Тут він популярний після гулянок, для зняття похмілля. У Сербії окрім звичних для балканських країн складників додають підсмажене борошно, смажений бекон та сухарі. У Румунії вариться на свинячих ніжках. При готовності додають сметану.
У Чехії та Словаччині також додається протерта цибуля. У Німеччині готують на м'ясному бульйойні, звареному на телячих кістках. також при готовності додають винний оцет й гірчицю. Турецький варіант супу доволі схожий на грецький, лише тут він вариться на коров'ячих кістках.

## У літературі
- У романі Михайла Булгакова «Майстер і Маргарита» фляки господарськи подавалися в ресторані «Грибоєдов».
- Володимир Бєляєв описує фляки, приготовані в Харкові на Благбаз, у трилогії «Стара Фортеця», частина III «Місто біля моря».